# تشاندلرفيل (إلينوي)
تشاندلرفيل (بالإنجليزية: Chandlerville)‏ هي منطقة سكنية تقع في الولايات المتحدة في إلينوي. يقدر عدد سكانها بـ 553 نسمة .

## الموقع الجغرافي
الموقع الجغرافي للمناطق المحيطة بهذه النقطة هو كالتالي:

## أعلام
- سكوت دبليو. لوكاس